# Transsylvania
Die Transsylvania war das weltweit erste Frachtschiff, dessen Laderaum mit einer Glattdeckluke im Wetterdeck gebaut wurde.

## Geschichte
Das Schiff entstand auf der Kröger-Werft in Rendsburg unter der Baunummer 1082. Der Stapellauf fand am 22. September 1956 statt und am 15. Dezember 1956 wurde das Schiff an die Partenreederei „MS Transsylvania“ in Bremen (Korrespondentreeder: Reederei Helmut Bastian, Bremen) übergeben. 1960 übernahm die Deutsche MacGregor das Schiff, die das Lukensystem erneut umbauen ließ. Im Mai 1960 übernahm die Reederei Friedrich A. Detjen aus Hamburg die Bereederung der Transsylvania. Im Jahr 1968 erwarb die Deutsche Dampfschifffahrts-Gesellschaft „Hansa“ in Bremen das Schiff und benannte es in Stahleck um. Am 14. Dezember 1970 erwarb die Argonaut Shipping Corporation aus New York den Frachter und taufte ihn in Sylvian um und übertrug die Bereederung auf die Oriental Navigation Company in Monrovia. Schon im Jahr darauf kaufte die Gesellschaft Katrien N. V. in Willemstad/Curaçao das Schiff und stellte es als Kathy unter die Bereederung der Reederei Bellis aus Stockholm. 1972 charterte die Sloman Linie aus Hamburg das Schiff und setzte es bis 1974 unter der weiteren Bereederung der Reederei Bellis als Sloman Valencia ein. Nach Charterende im März 1974 erhielt das Schiff den Namen Kathy zurück und die Bereederung wurde dem Trannserz Reedereikontor in Hamburg übertragen. 1976 übernahm die Gulf Caribbean Navigation Company aus Georgetown/Caymaninseln das Schiff und taufte es Katya M. und ein Jahr später kaufte die Naviera Central aus Maracaibo das Schiff und verkürzte den Namen auf Katya. Der letzte Eigner war ab 1979 die Navigaceon Capriles (NACAPSA) aus Maracaibo. Am 5. April 1979 sank das Schiff auf einer Reise von Venezuela nach Kingston/Jamaica ca. 80 Seemeilen vor Aruba. In einem Schlechtwetter hatte sich die Papierdecksladung voll Wasser gesogen und das Schiff erst starke Schlagseite erhalten und daraufhin einen Wassereinbruch erlitten.

## Technische Beschreibung
Die Transsylvania war ein herkömmlicher mittelgroßer Mehrzweck-Trockenfrachter mit achtern angeordnetem Deckshaus und einer Tragfähigkeit von rund 2200 Tonnen. Es besaß einen durchgehenden Laderaum mit Zwischendeck und einem Getreiderauminhalt von 3314 m³, der über eine kleinere vordere und eine größere hintere Luke bedient werden konnte. Das Schiff verfügte für den vorderen Laderaum über ein Paar ohne das sonst übliche Lukensüll direkt in das Wetterdeck über dem vorderen Laderaum eingelassene Glattdeck-Faltlukendeckel, die hydraulisch bedient wurden. Aufgrund fehlender Erfahrungen erhielt die vordere Luke beim Bau zunächst nur eine vorübergehende Zulassung der Klassifikationsgesellschaft Germanischer Lloyd. Erst nach einem Jahr mit störungsfreien Betrieb konnte eine weitere Luke beantragt werden und erst nach zehn Jahren wurde später eine dauerhafte Zulassung erteilt. Der hintere Laderaum war mit einer herkömmlichen McGregor Single-Pull-Lukenabdeckung mit Lukensüll und losnehmbarem Herft ausgerüstet. Im Zwischendeck wurden vorne und hinten ebenfalls hydraulisch bediente Glattdeck-Faltlukendeckel und im Mittelteil der hinteren Zwischendecksluke zusätzlich fünf herkömmliche Deckel zum Einsetzen verwendet. Das Ladegeschirr der Transsylvania bestand aus einem Zwillingsladepfosten an der Vorkante des Decksaufbaus und einem mittig angebrachten Ladepfosten zwischen Luke 1 und Luke 2. Insgesamt standen ein 15-Tonnen-Ladebaum, zwei 5-Tonnen-Ladebäume und vier 3-Tonnen-Ladebäume zur Verfügung. Nachdem die Deutsche MacGregor das Schiff 1960 übernommen hatte, wurden auch im Zwischendeck verschiedene Lukensysteme eingebaut und die Transsylvania diente als schwimmendes Studienobjekt.
Das Schiff wurde durch zwei MWM Viertakt-Dieselmotoren des Typs TRH 348 AU mit zusammen 2200 PS bei 375 Umdrehungen pro Minute angetrieben, die ihre Leistung über ein Lohmann & Stolterfoth-Untersetzungsgetriebe auf einen Propeller abgaben. Die elektrische Versorgung wurde von mehreren Hilfs- und Notdieseln gewährleistet.